# Diogenit
Diogenit je vrsta hondritnih meteoritov iz skupine HED meteoritov.

Izvirajo iz asteroida 4 Vesta. Doslej je znanih samo 40 primerkov te vrste meteoritov. Sestavljeni so iz magmatskih kamnin, ki so počasi kristalizirale globoko v skorji asteroida Vesta. Kristali so večji kot v evkaritih. V glavnem so kristali z magnezijem bogati ortopirokseni z manjšo vsebnostjo plagioklasov in olivina.

Diogeniti imajo ime po Diogenu iz Apolonije, ki je prvi dal idejo, da meteoriti izvirajo iz vesolja.